# Битка код Дрездена
Битка код Дрездена (26–27. август 1813) је била велики окршај Наполеонових ратова. Битка се одиграла око Дрездена у данашњој Немачкој. Након недавног придруживања Аустрије, оснажена је вера Шесте коалиције да ће успети у свом циљу да протерају Французе из средње Европе. Упркос томе што су биле далеко бројчано слабије, француска војска под командом Наполеона Бонапарте је забележила умерену победу против савезничке војске под командом фелдмаршала Шварценберга. Међутим, Наполеонова победа није довела до слома коалиције, а недостатак ефикасне француске коњице је искључио већу потеру. Неколико дана након битке савезници су опколили и заробии француски корпус у бици код Кулма.